# Дмитровский уезд (Московская губерния)
Дми́тровский уе́зд — административная единица в составе Московского царства, Московской провинции, Московской губернии, существовавшая с конца XVI века до 1929 года. 
Является преемником Дмитровского княжества. Центр — город Дмитров.

## География
Уезд в XVIII - XX веках граничил с Владимирской и Тверской губерниями, а также с Богородским, Московским и Клинским уездами Московской губернии и занимал около 3,0 тыс. кв. км. По южной и центральной частей уезда проходила Клинско-Дмитровская гряда. Эта гряда к северу от Дмитрова переходила в ровную лесистую и болотистую территорию Верхневолжской низменности. 
Все западная и северная части уезда орошались притоками Волги. Наиболее значительны из них: Яхрома, Дубна с Велей и Сестрой с Лутоснёй. Южная и юго-восточная части уезда орошалась притоками Клязьмы и из них более значительна река Воря.

## Население
- 1763 год — 35,719 тыс. мужчин[1]
- 1890 год — 155,3 тыс. чел.[2]
- 1897 год — 119,7 тыс. чел. (в том числе русские — 99,6 %)[3]
- 1926 год — 89,1 тыс. чел. (в новых границах)[4]

## История
Дмитровский уезд упоминается в XVII веке после прекращения существования Дмитровского княжества (Дмитровского удела) с аналогичными границами. В уезд в разное время входили различные волости и станы.
В Дмитровском уезде были следующие станы: Каменский (по речке Каменке), Повельский (по реке Веля), Вышегородский (Вышгород), Берендеевский (Пятница-Береднеево), Инобожский (приток Вели — Инобожи (Имбушка (приток Вели)?), Лутосенский, Бортный, Роменский, Зарадомный (за речкой Радомлей, Троицкий, Кузьмодемьянский, Мушковский.
По ревизии 1763 года в Дмитровском уезде в различных станах (дистриктах) числилось душ мужского пола: Повельской (по реке Веля) — 8 422, Вышегородской (Вышгород) — 3 757, Каменской (по речке Каменке) — 10 796, Берендеевской (Пятница-Береднеево) — 211, Инобожской — 1 311, Лутовенской (по реке Лутосня) — 2 953, Раменской — 924, Зараменской — 971, Божевской — 10603, Мужековской — 771. Всего: 35 719 душ мужского пола. 
По другому счёту душ мужского полу: економический крестьян — 16 652 души, помещичьих — 19 136 душ. В том числе: души, заложенные в банк и невыкупленные — 102, старых служеб — 7 душ, разкольников — 47 душ. К ним присоединяются 83 разскольничьих баб (живущих отдельно).
Во время административной реформы Екатерины II в 1781 году уезд получил новые границы. 
В 1917 году в уезд входило 13 волостей: Богословская (1-й стан), Гарская (3-й стан), Гульневская (2-й стан), Ильинская (2-й стан), Караваевская (3-й стан), Митинская (1-й стан), Морозовская (1-й стан), Озерецкая (1-й стан), Ольговская (2-й стан), Подчерковская (2-й стан), Рогачёвская (3-й стан), Синьковская (3-й стан), Тимоновская (2-й стан).
В 1918 году их стало 16: Булаковская, Гарская, Деденевская, Дмитровская, Обольяновская, Озерецкая, Путиловская, Раменская, Рогачёвская, Сергиевская, Синьковская, Софринская, Стариковская, Тимоновская, Хотьковская, Яхромская.
13 октября 1919 года восточная часть Дмитровского уезда отошла к новому Сергиевскому уезду, а северная часть в 1922 передана в Ленинский уезд (в дальнейшем Талдомский район). В результате площадь уезда уменьшилась до 1,7 тыс. км. кв. Территория уменьшилась до 3-х бывших станов Дмитровского уезда: Повельского, Каменского, Вышегородского.
В новый уезд переданы волости: Булаковская, Путиловская, Сергиевская, Софринская и Хотьковская. В 1921 году туда же была передана большая часть Озерецкой волости. 
15 августа 1921 года создаётся Ленинский уезд (сейчас Талдомский район). Гарская, Раменская и Стариковская волости отошли к новому уезду.
14 января 1929 года Московская губерния была упразднена и Дмитровский уезд вошёл в состав Центрально-Чернозёмной области.
12 июля 1929 года Дмитровский уезд Московской губернии был упразднён, а город Дмитров, рабочий посёлок Яхрома и все сельсоветы были переданы в Дмитровский район Московского округа Московской области.

## Экономика
Ещё со времен Дмитровского княжества осуществлялась торговля по реке Яхроме с выходом на Волгу. Торговля шла с русским Севером по притоку Волги Шексне, также шли товары с Каспийского региона (Астрахани). Перегрузка товаров с судов для Москвы осуществлялось возле села Рогачёво и в Дмитрове. Однако с XVI века этот транспортный путь начинает приходить в упадок, так как сформировался прямой сухопутный торговый путь от Москвы через Ярославль, Вологду в Архангельск, куда прибывали товары морским путём с Европы. Поселения Сергиев Посад, Хотьково Дмитровского уезда, расположенные на этом пути, получают развитие. 
После строительства во второй половине XIX века Московско-Ярославской железной дороги через Сергиев Посад (1869) восточная часть Дмитровского уезда получает дальнейшее развитие. 
В 1900 году постройка железной дороги Москва-Савёлово через Дмитров способствовало отчасти восстановлению торговли и росту экономики в центральной части уезда.
Наиболее крупные промышленные предприятия в уезде конца XIX, начала XX веков: суконная фабрика Немковых (Дмитров), Икшанский проволочно-гвоздильный завод, Покровская мануфактура в посёлке Яхрома, Чугунолитейный завод Галкина и Гарднеровский фарфоровый завод в посёлке Вербилки. Фабрики стекольных изделий Грибкова и Шишигина в селе Костино.

## Административное деление
Во время Дмитровского княжества и  Дмитрова, как основного удела московских князей, размеры территории уезда были наибольшими.
В XVII веке волости называются станами. В XIX — XX веках уезд состоит из волостей.

## Уездные предводители дворянства
| Время службы | Имя                              | Титул, чин, звание               |
| ------------ | -------------------------------- | -------------------------------- |
| 1782—1785    | Голицын Иван Фёдорович           | князь                            |
| 1785—1788    | Языков Николай Данилович         | генерал-майор                    |
| 1788—1791    | Тишков Иван Тихонович            | полковник                        |
| 1791—1794    | Юшков Афанасий Павлович          | коллежский асессор               |
| 1794—1797    | Лужин Фёдор Сергеевич            | коллежский асессор               |
| 1797—1801    | Тухачевский Кирилл Фёдорович     | полковник                        |
| 1801—1804    | Булгаков Иван Алексеевич         | бригадир                         |
| 1804—1810    | Обресков Николай Васильевич      | генерал-майор                    |
| 1810—1814    | Трубецкой Иван Николаевич        | князь, надворный советник        |
| 1814—1835    | Рахманов Владимир Михайлович     | штабс-капитан                    |
| 1835—1853    | Обресков Александр Александрович | гвардии ротмистр                 |
| 1853—1856    | Трегубов Яков Фёдорович          | гвардии капитан                  |
| 1856—1859    | Черевин Александр Александрович  | гвардии поручик                  |
| 1859—1873    | Бахметев Пётр Владимирович       | подпоручик                       |
| 1873—1875    | Поливанов Николай Петрович       | коллежский советник              |
| 1875—1893    | Бахметев Пётр Владимирович       | действительный статский советник |
| 1893—1899    | Кристи Григорий Иванович         | гвардии поручик                  |
| 1901—1917    | Олсуфьев Михаил Адамович         | граф, надворный советник         |

## Карты
| Московская Губерния. Географический атлас Российской империи, Царства Польского и Великого Княжества Финляндского, расположенный по губерниям на двух языках. Автор: Пядышев Василий Петрович. 1821 г. Масштаб: 3 версты в 5 см (1 см-600м). | Московская Губерния. Географический атлас Российской империи, Царства Польского и Великого Княжества Финляндского, расположенный по губерниям на двух языках. Автор: Пядышев Василий Петрович. 1821 г. Масштаб: 3 версты в 5 см (1 см-600м). | Московская Губерния. Географический атлас Российской империи, Царства Польского и Великого Княжества Финляндского, расположенный по губерниям на двух языках. Автор: Пядышев Василий Петрович. 1821 г. Масштаб: 3 версты в 5 см (1 см-600м). | Московская Губерния. Географический атлас Российской империи, Царства Польского и Великого Княжества Финляндского, расположенный по губерниям на двух языках. Автор: Пядышев Василий Петрович. 1821 г. Масштаб: 3 версты в 5 см (1 см-600м). | Московская Губерния. Географический атлас Российской империи, Царства Польского и Великого Княжества Финляндского, расположенный по губерниям на двух языках. Автор: Пядышев Василий Петрович. 1821 г. Масштаб: 3 версты в 5 см (1 см-600м). | Московская Губерния. Географический атлас Российской империи, Царства Польского и Великого Княжества Финляндского, расположенный по губерниям на двух языках. Автор: Пядышев Василий Петрович. 1821 г. Масштаб: 3 версты в 5 см (1 см-600м). | Московская Губерния. Географический атлас Российской империи, Царства Польского и Великого Княжества Финляндского, расположенный по губерниям на двух языках. Автор: Пядышев Василий Петрович. 1821 г. Масштаб: 3 версты в 5 см (1 см-600м). | Московская Губерния. Географический атлас Российской империи, Царства Польского и Великого Княжества Финляндского, расположенный по губерниям на двух языках. Автор: Пядышев Василий Петрович. 1821 г. Масштаб: 3 версты в 5 см (1 см-600м). | Московская Губерния. Географический атлас Российской империи, Царства Польского и Великого Княжества Финляндского, расположенный по губерниям на двух языках. Автор: Пядышев Василий Петрович. 1821 г. Масштаб: 3 версты в 5 см (1 см-600м). | Московская Губерния. Географический атлас Российской империи, Царства Польского и Великого Княжества Финляндского, расположенный по губерниям на двух языках. Автор: Пядышев Василий Петрович. 1821 г. Масштаб: 3 версты в 5 см (1 см-600м). | Московская Губерния. Географический атлас Российской империи, Царства Польского и Великого Княжества Финляндского, расположенный по губерниям на двух языках. Автор: Пядышев Василий Петрович. 1821 г. Масштаб: 3 версты в 5 см (1 см-600м). | Московская Губерния. Географический атлас Российской империи, Царства Польского и Великого Княжества Финляндского, расположенный по губерниям на двух языках. Автор: Пядышев Василий Петрович. 1821 г. Масштаб: 3 версты в 5 см (1 см-600м). | Московская Губерния. Географический атлас Российской империи, Царства Польского и Великого Княжества Финляндского, расположенный по губерниям на двух языках. Автор: Пядышев Василий Петрович. 1821 г. Масштаб: 3 версты в 5 см (1 см-600м). |
| --- | --- | --- | --- | --- | --- | --- | --- | --- | --- | --- | --- | --- |
| (При нажатии на (i) будет осуществлён переход на карту.) | | | | | | | | | | | | |

| Сборный лист военно топографической карты Московской губернии 1860 г. Масштаб: 2 версты в дюйме (1 см-840м). | Сборный лист военно топографической карты Московской губернии 1860 г. Масштаб: 2 версты в дюйме (1 см-840м). | Сборный лист военно топографической карты Московской губернии 1860 г. Масштаб: 2 версты в дюйме (1 см-840м). | Сборный лист военно топографической карты Московской губернии 1860 г. Масштаб: 2 версты в дюйме (1 см-840м). | Сборный лист военно топографической карты Московской губернии 1860 г. Масштаб: 2 версты в дюйме (1 см-840м). | Сборный лист военно топографической карты Московской губернии 1860 г. Масштаб: 2 версты в дюйме (1 см-840м). | Сборный лист военно топографической карты Московской губернии 1860 г. Масштаб: 2 версты в дюйме (1 см-840м). | Сборный лист военно топографической карты Московской губернии 1860 г. Масштаб: 2 версты в дюйме (1 см-840м). | Сборный лист военно топографической карты Московской губернии 1860 г. Масштаб: 2 версты в дюйме (1 см-840м). | Сборный лист военно топографической карты Московской губернии 1860 г. Масштаб: 2 версты в дюйме (1 см-840м). | Сборный лист военно топографической карты Московской губернии 1860 г. Масштаб: 2 версты в дюйме (1 см-840м). | Сборный лист военно топографической карты Московской губернии 1860 г. Масштаб: 2 версты в дюйме (1 см-840м). | Сборный лист военно топографической карты Московской губернии 1860 г. Масштаб: 2 версты в дюйме (1 см-840м). |
| --- | --- | --- | --- | --- | --- | --- | --- | --- | --- | --- | --- | --- |
| (При нажатии на необходимый лист будет осуществлён переход на соответствующую карту.)                        | | | | | | | | | | | | |